# Елтанин Антена
Елтанин Антена (енгл. Eltanin Antenna) је име дато необичном морском сунђеру којег је 1964. открио и фотографисао брод УСНС Елтанин док је фотографисао морско дно западно од Рта Хорн.
Због свог изгледа који подсећа на антену, и свог усправног положаја на дубини од 3,904 метра, неки мисле како би то могао бити неки предмет који припада ванземаљцима.